# Nana (Manet)
Nana ist ein Bild des Malers Édouard Manet. Es entstand 1877 und zeigt eine junge Frau, die halbbekleidet in ihrem Boudoir steht und sich vor einem Spiegel schminkt.

## Entstehung
Manet begann mit dem Bild im Herbst 1876 in seinem Atelier, das im Winter geheizt werden konnte. Modell stand die Schauspielerin Henriette Hauser, die den Spitznamen „Citron“ trug und die Kokotte des in Paris gestrandeten niederländischen Prinzen Wilhelm von Oranien-Nassau war. Der Herr, der Modell saß, kam im Januar 1877 hinzu. Das Bild sei noch im Winter vollendet worden.

## Beschreibung
Im Zentrum des Gemäldes, einer Innenraumszene im Boudoir, steht eine junge Frau, dargestellt in einer vollständigen Seitenansicht. Ihr Körper ist nach links ausgerichtet, der Kopf und insbesondere ihr Blick dem Betrachter zugewandt. Bekleidet ist sie mit einer rüschenbesetzten blauen Corsage, einem weißen Unterrock, blauen Strümpfen mit Blumenapplikationen und hochhackigen Schuhen. In der rechten Hand hält sie eine Puderquaste, in der linken einen Lippenstift. Vor ihr, in der linken Bildseite, befindet sich ein Schminkspiegel mit dreifüßigem, schmiedeeisernem Ständer und zwei integrierten Kerzenleuchtern mit herabgebrannten, erloschenen Kerzen. Hinter ihr steht ein Sofa im Louis-Philippe-Stil mit goldbraunem Rahmen und bordeauxrotem Bezug. Es füllt einen großen Teil des mittleren Bildraums. Zwei große Kissen, in weiß und grün gehalten, belegen hinter der Ansicht der Frau die linke Seite dieses Sofas und nehmen die Linienführung ihrer Kleidung auf. Auf der rechten Seite des Möbels, vom Bildrand beschnitten, sitzt ein Mann, gekleidet mit schwarzem Frack, weißem Hemd und Zylinder. Er hält einen Spazierstock quer über sein linkes, über das recht geschlagene Bein. Er trägt einen hängenden Schnauzbart, sein Blick ist nach links, an der Frau vorbei, gerichtet. Der Hintergrund des Gemäldes wird von einer blauen Bildtapete bestimmt, das einen an einem Gewässer stehenden Ibis zeigt und mit Leisten vom ansonsten braunfarbenen Hintergrund abgesetzt ist. Zum linken Bildrand hin sind weitere Einrichtungsgegenstände des Boudoirs sichtbar, so angeschnitten ein Stuhl mit einem weißblauen Kleidungsstück, dahinter ein Tisch im gleichen barocken Stil wie das Sofa. Hierauf befindet sich wiederum ein Blumentopf mit einer blühenden Pflanze. Die Bildaufteilung wird durch die klare Linienführung einer Waagerechten zwischen Bildtapete und Zimmereinrichtung sowie der Senkrechten des Spiegelständers bestimmt.

## Vor dem Spiegel

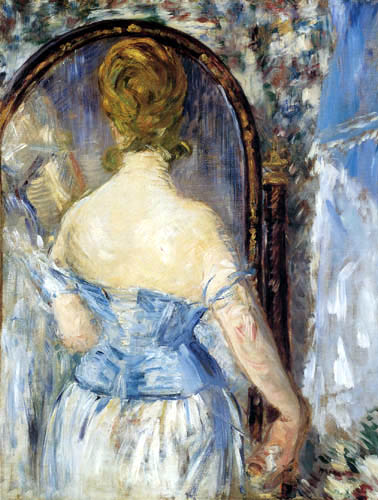
Édouard Manet:
Vor dem Spiegel (1876)

Das Bild steht in direktem Bezug zu dem von Manet ein Jahr zuvor fertiggestellten Gemälde Vor dem Spiegel, das eine Frau in Rückenansicht vor einem Spiegel zeigt und Ähnlichkeiten in Farben und Kleidung der Frau aufweist. Dieses Gemälde ist im Gegensatz zur Ausführung der Nana skizzenhaft und mit grobem Pinselstrich angelegt. Nana hatte seinen Bildtitel bereits, als Manet es für den Salon de Paris 1877 einreichte, es aber von der Jury abgelehnt wurde. „Nana“ ist ursprünglich eine Koseform des Namens Anna und bezeichnet seit der Mitte des 19. Jahrhunderts umgangssprachlich allgemein eine junge Frau, die mit einem Mann liiert, aber nicht mit ihm verlobt oder verheiratet ist. Als deutsche Übersetzungen werden in Internetwörterbüchern „Schnecke“, „Tussi“ oder „Mietze“ vorgeschlagen. Den Bezug zu Émile Zola, der mit Manet befreundet war, stellte bereits „Un Impressioniste“ 1877 in einem Sonett her, als das Bild im Schaufenster des Hauses Giroux auf dem Boulevard des Capucines ausgestellt war: „C’est elle, c’est Nana. Manet, d’après Zola,/ L’a peinte.“ (Sie ist’s, es ist Nana. Manet hat sie nach Zola gemalt.) Das kann sich noch nicht auf den Roman gleichen Titels bezogen haben, der als 9. Band des Rougon-Macquart-Zyklus erst 1880 erschien, der Anonymus (Zola selbst?) verweist vielmehr auf den 7. Band dieses Zyklus, Der Totschläger (L’Assommoir), in dem die Figur erstmals erscheint; hier ist ihr vor allem das 11. Kapitel gewidmet, das den Weg des jungen Mädchens in die Prostitution und zu einem gewissen, aber vergänglichen Wohlstand beschreibt. Es ist denkbar, dass Zola dann durch Manets Bild angeregt wurde, in einem weiteren Roman den späteren Lebensweg seiner Figur zu schildern.

## Reaktion der Kritik
Obwohl schon 14 Jahre zuvor Manets Olympia die Gemüter in Paris empörte, war Nana ein neuer Skandal. Es wundert daher nicht, dass der Salon de Paris auch ihr den Zutritt verbot und Manet sie auf eigene Faust bei Giroux platzierte. Dort bekam sie aber regen Zulauf, da in Paris zwar alle wussten, was in frivolen Salons geschah, es drastisch in einem Bild darzustellen jedoch immer noch als Tabubruch galt. Während sich die einen aber wie so oft in Anbetracht skandalöser und impressionistischer Bilder empörten, waren andere durchaus begeistert. Martold zum Beispiel schrieb über Verewiger ihrer Epochen. Er zählte bis 1877 fürs laufende Jahrhundert davon bloß zwei: Der eine hatte geschrieben und hieß Balzac, den anderen sah er in Manet.

## Provenienz
Bis zum Tode Manets 1883 blieb das Gemälde im Besitz des Künstlers. Im Folgejahr gelangte es auf der Auktion seiner Werke für 3000 Franc in die Sammlung von Dr. Albert Robin, der mit Manet befreundet war. Dieser verkaufte das Bild später an den Kunsthändler Paul Durand-Ruel, der es für 15.000 Franc an den Sammler Henri Garnier weiterverkaufte. 1894 erwarb Durand-Ruel das Gemälde für 9.000 Franc zurück. Dieser veräußerte die Nana anschließend für 20.000 Franc an den Margarinefabrikanten Auguste Pellerin. 1910 gelangte das Bild über den Berliner Kunsthändler Paul Cassirer für 150.000 Mark in die Sammlung des Hamburger Bankiers Theodor Behrens. Von seiner Witwe erwarb die Hamburger Kunsthalle das Gemälde 1924.

## Belege
1. ↑  Werner Hofmann: Nana, 1973, S. 17.
2. ↑  Hajo Düchting: Manet, Pariser Leben, Seite 60.
3. ↑  "Le Figaro", 16.04.1877, S. 2.
4. ↑  nana — Wiktionnaire. Abgerufen am 27. Januar 2021.
5. ↑  "Le Tintamarre", 13.05.1877, S. 2.
6. ↑  Gilles Néret: Manet, Seite 76.
7. ↑  Réunion des Musées Nationaux Paris, Metropolitan Museum of Art New York (Hrsg.): Manet. Ausstellungskatalog, deutsche Ausgabe: Frölich und Kaufmann, Berlin 1984, ISBN 3-88725-092-3, Seite 396.